# Lista localităților din provincia Osmaniye

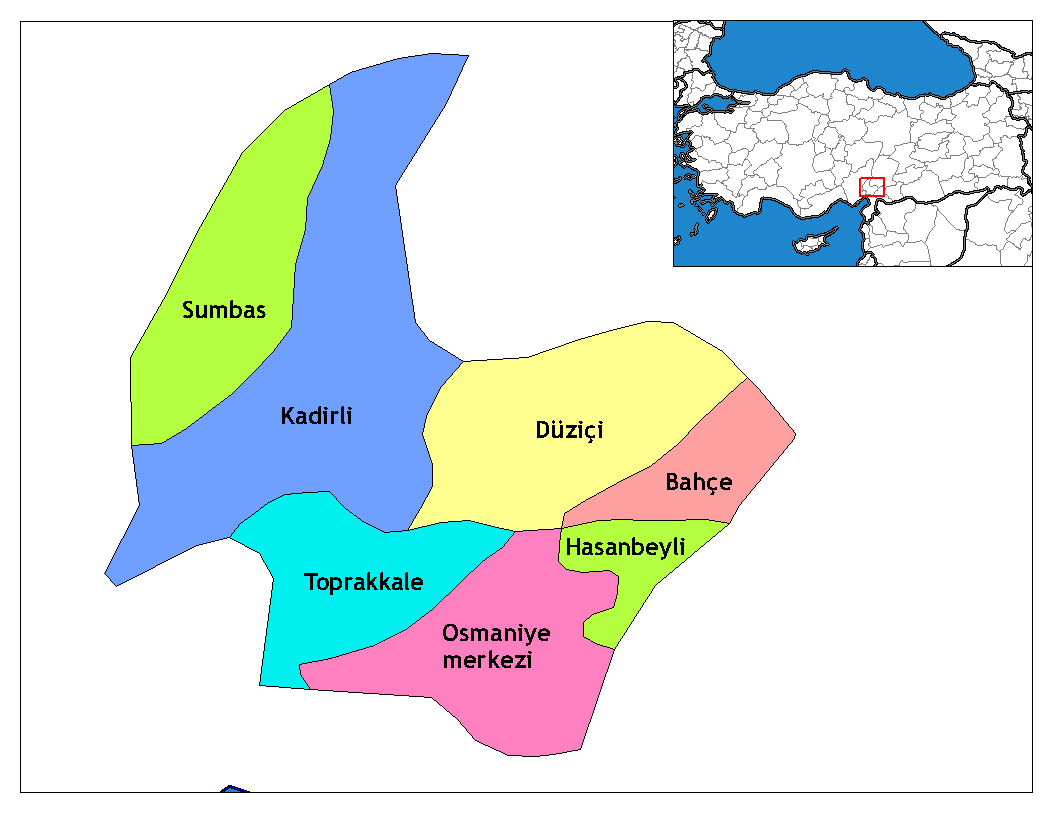
Provincia Osmaniye

Aceasta este lista localităților din Provincia Osmaniye, Turcia, după districte. În secțiunile de mai jos, prima localitate din fiecare listă este centrul administrativ al districtului.

## Osmaniye
- Osmaniye
- Akyar, Osmaniye
- Alahanlı, Osmaniye
- Arslanlı, Osmaniye
- Bahçe, Osmaniye
- Cevdetiye, Osmaniye
- Çağşak, Osmaniye
- Çardak, Osmaniye
- Çona, Osmaniye
- Değirmenocağı, Osmaniye
- Dereli, Osmaniye
- Dereobası, Osmaniye
- Dervişli, Osmaniye
- Gökçedam, Osmaniye
- Issızca, Osmaniye
- Karacalar, Osmaniye
- Karataş, Osmaniye
- Kayalı, Osmaniye
- Kazmaca, Osmaniye
- Kesmeburun, Osmaniye
- Kırıklı, Osmaniye
- Kırmacılı, Osmaniye
- Kırmıtlı, Osmaniye
- Koçyurdu, Osmaniye
- Köyyeri, Osmaniye
- Kumarlı, Osmaniye
- Küllü, Osmaniye
- Nohuttepe, Osmaniye
- Orhaniye, Osmaniye
- Oruçgazi, Osmaniye
- Sakarcalık, Osmaniye
- Sarpınağzı, Osmaniye
- Selimiye, Osmaniye
- Serdar, Osmaniye
- Serinova, Osmaniye
- Şekerdere, Osmaniye
- Tehçi, Osmaniye
- Yarpuz, Osmaniye
- Yeniköy, Osmaniye

## Bahçe
- Bahçe
- Arıcaklı, Bahçe
- Arıklıkaş, Bahçe
- Aşağıarıcaklı, Bahçe
- Aşağıkardere, Bahçe
- Bekdemir, Bahçe
- Burgaçlı, Bahçe
- Gökmustafalı, Bahçe
- İnderesi, Bahçe
- Kaman, Bahçe
- Kızlaç, Bahçe
- Nohut, Bahçe
- Örencik, Bahçe
- Savranlı, Bahçe
- Yaylalık, Bahçe
- Yukarıkardere, Bahçe

## Düziçi
- Düziçi
- Akçakoyunlu, Düziçi
- Alibozlu, Düziçi
- Atalan, Düziçi
- Bayındırlı, Düziçi
- Bostanlar, Düziçi
- Böcekli, Düziçi
- Çamiçi, Düziçi
- Çatak, Düziçi
- Çerçioğlu, Düziçi
- Çitli, Düziçi
- Çotlu, Düziçi
- Elbeyli, Düziçi
- Ellek, Düziçi
- Farsak, Düziçi
- Gökçayır, Düziçi
- Gümüş, Düziçi
- Güzelyurt, Düziçi
- Karagedik, Düziçi
- Karaguz, Düziçi
- Kuşcu, Düziçi
- Oluklu, Düziçi
- Pirsultanlı, Düziçi
- Selverler, Düziçi
- Söğütlügöl, Düziçi
- Yarbaşı, Düziçi
- Yazlamazlı, Düziçi
- Yenifarsak, Düziçi
- Yeşildere, Düziçi
- Yeşilköy, Düziçi
- Yeşilyurt, Düziçi

## Hasanbeyli
- Hasanbeyli
- Çolaklı, Hasanbeyli
- Çulhalı, Hasanbeyli
- Kalecik, Hasanbeyli
- Karayiğit, Hasanbeyli
- Sarayova, Hasanbeyli
- Yanıkkışla, Hasanbeyli

## Kadirli
- Kadirli
- Akköprü, Kadirli
- Akova, Kadirli
- Anberinarkı, Kadirli
- Aşağıbozkuyu, Kadirli
- Aşağıçiyanlı, Kadirli
- Aydınlar, Kadirli
- Azaplı, Kadirli
- Bahadırlı, Kadirli
- Bekereci, Kadirli
- Coşkunlar, Kadirli
- Çaygeçit, Kadirli
- Çığcık, Kadirli
- Çınar, Kadirli
- Çiğdemli, Kadirli
- Çukurköprü, Kadirli
- Değirmendere, Kadirli
- Durmuşsofular, Kadirli
- Erdoğdu, Kadirli
- Göztaşı, Kadirli
- Hacıhaliloğlu, Kadirli
- Halitağalar, Kadirli
- Hardallık, Kadirli
- Harkaştığı, Kadirli
- İlbistanlı, Kadirli
- Kabayar, Kadirli
- Karabacak, Kadirli
- Karakütük, Kadirli
- Karatepe, Kadirli
- Kayasuyu, Kadirli
- Kerimli, Kadirli
- Kesikkeli, Kadirli
- Kesim, Kadirli
- Kızyusuflu, Kadirli
- Kiremitli, Kadirli
- Koçlu, Kadirli
- Kösepınarı, Kadirli
- Kümbet, Kadirli
- Mecidiye, Kadirli
- Mehedinli, Kadirli
- Mezretli, Kadirli
- Narlıkışla, Kadirli
- Oruçbey, Kadirli
- Öksüzlü, Kadirli
- Sarıtanışmanlı, Kadirli
- Sofular, Kadirli
- Söğütlüdere, Kadirli
- Şabaplı, Kadirli
- Tahta, Kadirli
- Tatarlı, Kadirli
- Tekeli, Kadirli
- Topraktepe, Kadirli
- Tozlu, Kadirli
- Vayvaylı, Kadirli
- Yalnızdut, Kadirli
- Yenigün, Kadirli
- Yeniköy, Kadirli
- Yoğunoluk, Kadirli
- Yukarıbozkuyu, Kadirli
- Yukarıçiyanlı, Kadirli
- Yusufizzettin, Kadirli

## Sumbas
- Sumbas
- Akçataş, Sumbas
- Akdam, Sumbas
- Alibeyli, Sumbas
- Armağanlı, Sumbas
- Çiçeklidere, Sumbas
- Esenli, Sumbas
- Gafarlı, Sumbas
- Hüyük, Sumbas
- Kızılömerli, Sumbas
- Köseli, Sumbas
- Küçükçınar, Sumbas
- Mehmetli, Sumbas
- Reşadiye, Sumbas
- Yazıboyu, Sumbas
- Yeşilyayla, Sumbas

## Toprakkale
- Toprakkale
- Arslanpınarı, Toprakkale
- Büyüktüysüz, Toprakkale
- Lalegölü, Toprakkale
- Sazlık, Toprakkale
- Sayhüyük, Toprakkale
- Tüysüz, Toprakkale